# Xocalı
Xocalı, Khojaly o, in armeno, Ivanian (Իվանյան) è un comune dell'Azerbaigian, capoluogo dell'omonimo distretto.
Fino a ottobre 2023 il comune era de facto situato nella repubblica di Artsakh, costituendo una comunità all'interno della regione di Askeran.
Prima dell'esodo dell'autunno del 2023, la città contava un migliaio di abitanti. Precedentemente, aveva circa seimila abitanti ed era una delle poche località in cui l'etnia armena non era prevalente, in ragione dell'immigrazione forzata di lavoratori turchi meshketi e azeri provenienti dall'Armenia. Nel corso della prima guerra del Nagorno Karabakh la cittadina fu interessata da violente azioni belliche e fu teatro di un massacro ai danni della popolazione civile.
Sorge in area pianeggiante lungo le rive del fiume Karkar, a circa metà strada tra Step'anakert e Askeran. Nei pressi della città è ubicato l'aeroporto di Step'anakert.